# Académie polytechnique de Porto

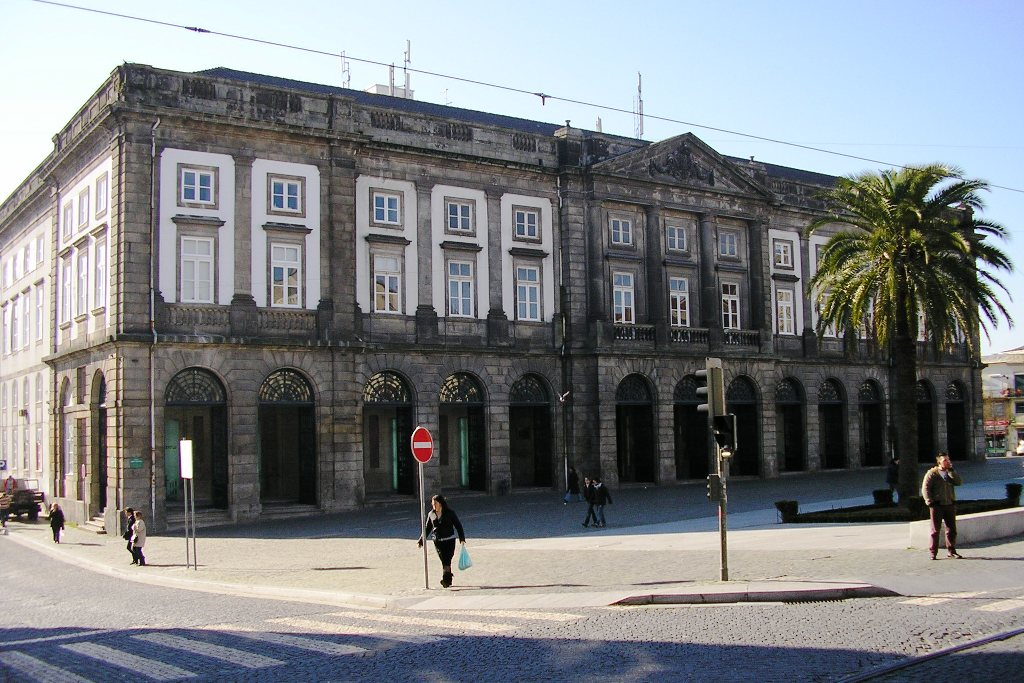
Ancien bâtiment de l'Académie Polytechnique de Porto.

L'Académie polytechnique de Porto est un établissement d'enseignement supérieur technique situé à Porto (Portugal), ayant existé de 1836 à 1911.
L'institution a été créée par le gouvernement de Manuel Passos et officialisée par décret, le 13 janvier 1837.
António Teixeira de Sousa fut l'un de ses étudiants en 1877.